# Ivan Litvinovitsj
Ivan Litvinovitsj (Vilejka, 26 juni 2001) is een Wit-Russisch gymnast die uitkomt in de gymnastiekdiscipline trampolinespringen.
Litvinovitsj won tijdens de Olympische Zomerspelen 2020 de gouden medaille.
Litvinovitsj werd tweemaal wereldkampioen met het team.

## Resultaten

### Olympische Zomerspelen
| Jaar | Plaats | Resultaten         |
| ---- | ------ | ------------------ |
| 2020 | Tokio  | trampolinespringen |

### Wereldkampioenschappen
| Jaar | Plaats | Resultaten                    |
| ---- | ------ | ----------------------------- |
| 2019 | Tokio  | landenwedstrijd · individueel |
| 2021 | Bakoe  | landenwedstrijd               |

2000: Aleksandr Moskalenko ·
2004: Joeri Nikitin ·
2008: Lu Chunlong · 
2012: Dong Dong · 
2016: Vladsjislav Gantsjarov · 
2020: Ivan Litvinovitsj · 
2024: Ivan Litvinovitsj · 